# Seybothenreuth

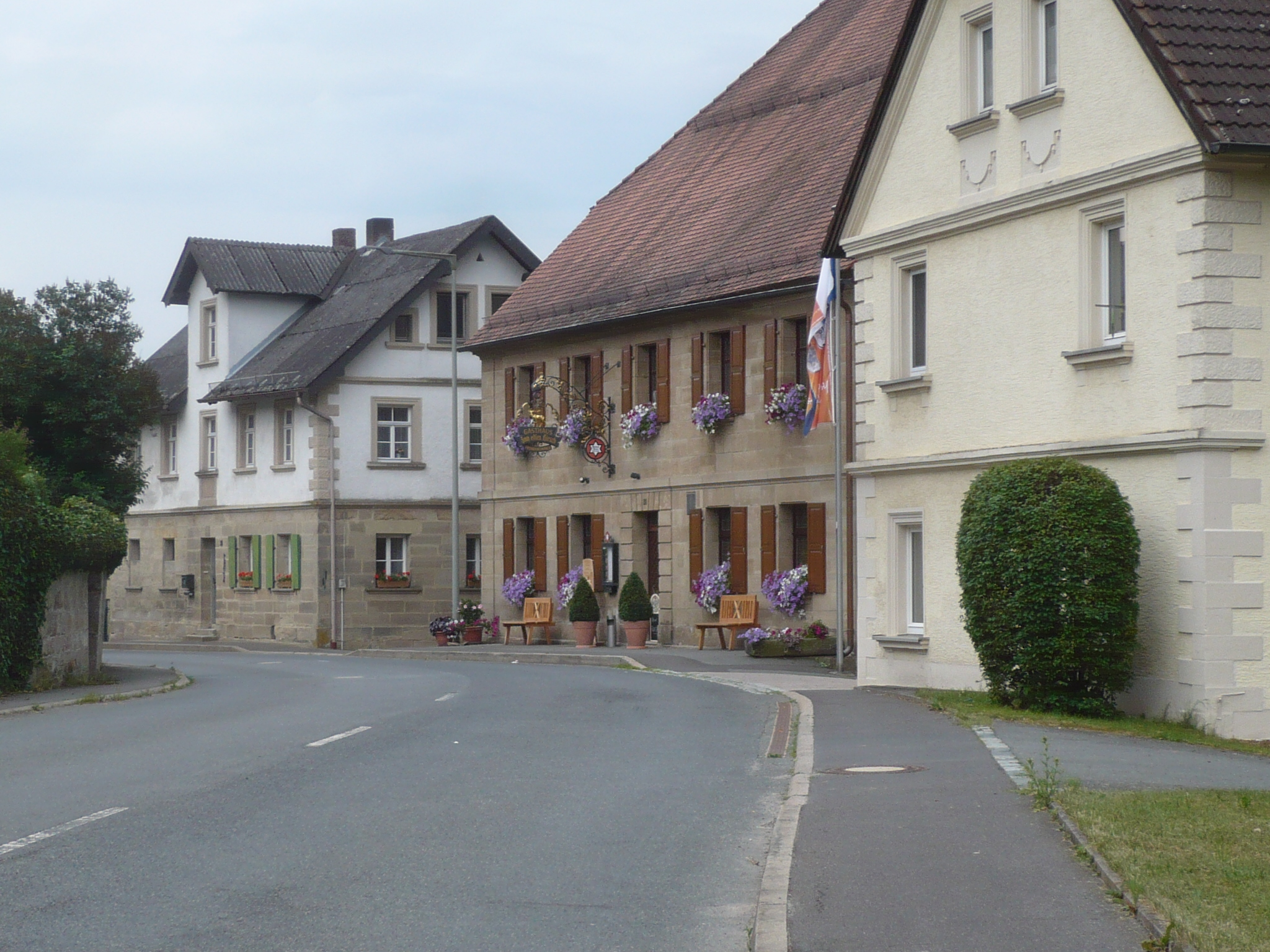
Hauptstraße in Seybothenreuth

Seybothenreuth ist eine Gemeinde im Landkreis Bayreuth (Regierungsbezirk Oberfranken). Die Gemeinde ist Mitglied der Verwaltungsgemeinschaft Weidenberg.

## Geografie

### Gemeindegliederung
Es gibt acht Gemeindeteile (in Klammern ist der Siedlungstyp angegeben):
- Döberschütz (Dorf)
- Draisenfeld (Dorf)
- Fenkensees (Dorf)
- Forst (Einöde)
- Petzelmühle (Einöde)
- Seybothenreuth (Dorf)
- Wallenbrunn (Weiler)
- Würnsreuth (Dorf)

Die Einöde Einzigenhof ist kein amtlich benannter Gemeindeteil.
Es gibt auf dem Gemeindegebiet die Gemarkungen Seybothenreuth und Seybothenreuther Forst (jeweils nur Gemarkungsteil 0). Die Gemarkung Seybothenreuth hat eine Fläche von 18,553 km². Sie ist in 1871 Flurstücke aufgeteilt, die eine durchschnittliche Fläche von 9916,05 m² haben. In ihr liegen sämtliche Gemeindeteile von Seybothenreuth zuzüglich Brüderes, Buschmühle und Weißenreuth.

### Nachbargemeinden
Nachbargemeinden sind (von Norden beginnend im Uhrzeigersinn): Weidenberg, Kirchenpingarten, Speichersdorf und Emtmannsberg.

## Geschichte

### Bis zur Gemeindegründung
Seybothenreuth ist in seinen Ursprüngen urkundlich nicht sicher nachweisbar. Vermutlich ist der Ort Anfang des 12. Jahrhunderts entstanden. Der Ort Döberschütz, eine slawische Gründung, wurde erstmals im Jahr 1150, der Ort Lessau im Jahr 1157 urkundlich erwähnt. Auf dem Höhenzug Burgstall stand früher eine Befestigungsanlage, die aus den Jahren 900–1000 stammen dürfte. Der erste sichere Nachweis findet sich im Bayreuther Landbuch von 1398 als „Seybotenreut“. Das Bestimmungswort des Ortsnamens ist der Personenname Si(gi)boto, das Grundwort ist -reuth, demnach also die Rodung des Si(gi)boto.
Das ehemalige Landadelsschloss in Seybothenreuth wechselte häufig den Besitzer. Als Rittergut war es mit dem Ritterlehen Göppmannsbühl verbunden. Vor 1529 war es im Besitz derer von Heydenaab, weitere adelige Besitzer waren u. a. die von Flotow, Benkendorf und Lindenfels. Um die Mitte des 17. Jahrhunderts wurde es von einem schwedischen Kapitän bewohnt und ist heute in bäuerlichem Besitz.
Seybothenreuth bildete mit Forst eine Realgemeinde. Gegen Ende des 18. Jahrhunderts gab es in Seybothenreuth  13 Anwesen. Die Hochgerichtsbarkeit stand dem bayreuthischen Stadtvogteiamt Bayreuth zu. Die Dorf- und Gemeindeherrschaft hatte das Hofkastenamt Bayreuth. Grundherren waren das Hofkastenamt Bayreuth (1 Forsthaus, 6 Halbhöfe, 1 Halbhof mit Zapfenschenke, 1 Haus mit Schmiede) und das Rittergut Seybothenreuth (1 Schlossgut, 2 Sölden, 1 Sölde mit Schmiede).
Das Amt des seit 1792 preußischen Fürstentums Bayreuth fiel mit diesem im Frieden von Tilsit 1807 an Frankreich und kam 1810 durch Verkauf zum Königreich Bayern. Von 1797 bis 1810 unterstand der Ort dem Justiz- und Kammeramt Bayreuth.
1812 wurde infolge des Gemeindeedikts der Steuerdistrikt Seybothenreuth  gebildet. Außer dem Hauptort gehörten hierzu Brüderes, Buschmühle, Döberschütz, Draisenfeld, Einzigenhof, Fenkensees, Forst, Hundsmühle, Petzelmühle, Wallenbrunn, Weißenreuth, Windischenlaibach und Würnsreuth. Zugleich entstand die Ruralgemeinde Seybothenreuth, zu der Forst gehörte. Sie war in Verwaltung und Gerichtsbarkeit dem Landgericht Weidenberg zugeordnet und in der Finanzverwaltung dem Rentamt Bayreuth (1919 in Finanzamt Bayreuth umbenannt). In der freiwilligen Gerichtsbarkeit unterstanden vier Anwesen bis 1826 dem Patrimonialgericht Seybothenreuth. Mit dem Gemeindeedikt von 1818 kam es zur Eingliederung folgender Gemeinden:
- Brüderes mit Buschmühle und Weißenreuth,
- Draisenfeld,
- Döberschütz,
- Fenkensees,
- Wallenbrunn mit Einzigenhof und Petzelmühle,
- Würnsreuth.

Ab 1862 gehörte Seybothenreuth zum Bezirksamt Bayreuth (1939 in Landkreis Bayreuth umbenannt). Die Gerichtsbarkeit blieb beim Landgericht Weidenberg (1879 in Amtsgericht Weidenberg umgewandelt), seit 1931 ist das Amtsgericht Bayreuth zuständig. Die Gemeinde hatte 1964 eine Gebietsfläche von 18,568 km².

### Deutscher Krieg 1866

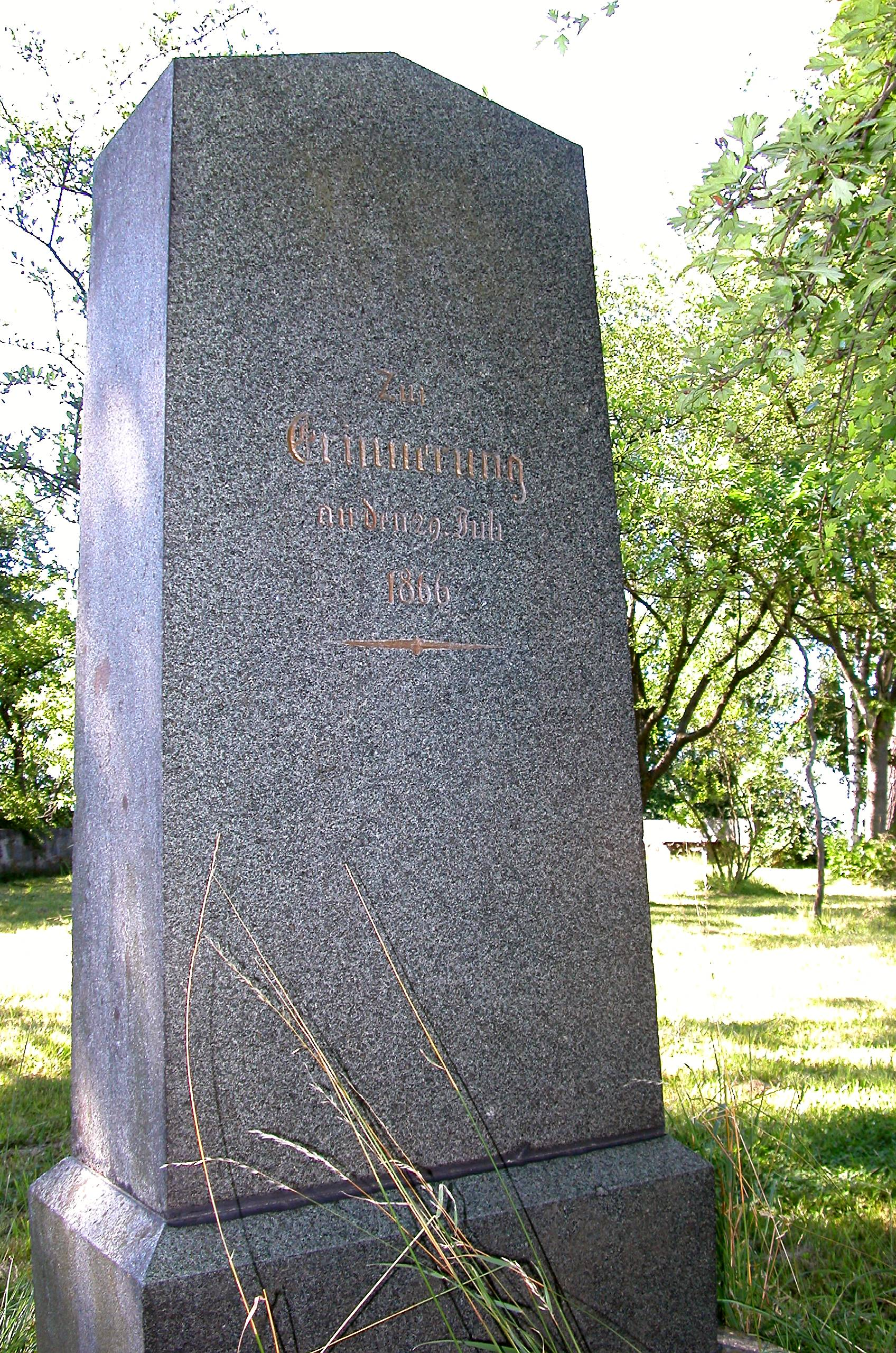
Gedenkstein an das Gefecht von 1866 in Seybothenreuth

Am 29. Juli 1866 fand in der Endphase des Deutschen Krieges ein Gefecht zwischen dem 4. Bataillon des Königlich Bayerischen Infanterie-Leib-Regiments und einem aus Teilen des preußischen 4. Garde-Regiments, des mecklenburgischen Dragoner-Regiments und eines mecklenburgischen Infanterieregiments zusammengesetzten Verband statt. Höhepunkte des Gefechts waren eine Reiterattacke an der Petzelsmühle sowie ein Infanteriescharmützel am Goldhügel. Dort waren die Bayern arglos und mit klingendem Spiel in die preußische Falle gegangen, was ihnen den Beinamen „Das unglückliche Regiment“ einbrachte. Die vorzügliche Schießausbildung und Ruhe der preußischen Füsiliere sowie die Überlegenheit des Zündnadelgewehrs hatten offenbar den Ausschlag gegeben.
Vom bayerischen Bataillon gelang nur einem Rest von 300 Mann der Rückzug. Durch Verwundung verloren die Mecklenburger Dragoner einen Offizier und 14 Mann und die Preußen einen Füsilier. Auf bayerischer Seite gab es drei Tote (beerdigt in Birk) und 46 Verwundete. Vier bayerische Offiziere und 210 Mann gingen in Gefangenschaft. Anderen Quellen zufolge hatte das 670 Mann starke bayerische Regiment vier Tote, 74 Verwundete und 257 Gefangene zu beklagen. Zur Erinnerung wurde 1875 am Denkmalweg ein Gedenkstein errichtet.

### Ausgliederungen
Am 1. Mai 1978 wurden Gebietsteile mit den Orten Brüderes, Buschmühle und Weißenreuth an die Nachbargemeinde Speichersdorf abgetreten.

### Einwohnerentwicklung
Im Zeitraum von 1988 bis 2018 wuchs die Gemeinde von 746 auf 1289 um 543 Einwohner bzw. um 72,8 %, das ist der höchste Zuwachs im Landkreis im genannten Zeitraum.
Gemeinde Seybothenreuth 
| Jahr      | 1818   | 1840   | 1852   | 1861   | 1867   | 1871   | 1875   | 1880   | 1885   | 1890   | 1895   | 1900   | 1905   | 1910   | 1919   | 1925   | 1933   | 1939   | 1946   | 1950   | 1961   | 1970   | 1987   | 2008   | 2015   | 2020   |
| Einwohner | 460    | 678    | 702    | 710    | 795    | 783    | 746    | 830    | 782    | 732    | 707    | 686    | 655    | 687    | 701    | 708    | 698    | 662    | 1041   | 1055   | 814    | 726    | 725    | 1373   | 1279   | 1274   |
| Häuser    | 82     |        |        |        |        | 101    |        |        | 105    | 106    |        | 98     |        |        |        | 116    |        |        |        | 126    | 137    |        | 183    |        | 417    | 428    |
| Quelle    | [ 10 ] | [ 19 ] | [ 19 ] | [ 20 ] | [ 21 ] | [ 22 ] | [ 23 ] | [ 24 ] | [ 25 ] | [ 26 ] | [ 19 ] | [ 27 ] | [ 19 ] | [ 28 ] | [ 19 ] | [ 29 ] | [ 19 ] | [ 19 ] | [ 19 ] | [ 30 ] | [ 12 ] | [ 31 ] | [ 32 ] | [ 33 ] | [ 33 ] | [ 34 ] |

Ort Seybothenreuth
| Jahr      | 001818 | 001861 | 001871 | 001885 | 001900 | 001925 | 001950 | 001961 | 001970 | 001987 |
| Einwohner | *116   | 132    | 189    | 184    | 144    | 196    | 384    | 304    | 285    | 409    |
| Häuser    | *14    |        |        | 21     | 19     | 35     | 49     | 50     |        | 108    |
| Quelle    | [ 10 ] | [ 20 ] | [ 22 ] | [ 25 ] | [ 27 ] | [ 29 ] | [ 30 ] | [ 12 ] | [ 31 ] | [ 32 ] |

## Politik

### Gemeinderat
Die Gemeinderatswahlen seit 2014 ergaben folgende Stimmenanteile und Sitzverteilungen:
| Partei/Liste                       | 2020  | 2020  | 2014  |
| Partei/Liste                       | %     | Sitze | Sitze |
| ---------------------------------- | ----- | ----- | ----- |
| CSU                                | 41,77 | 5     | 5     |
| Freie Wählergemeinschaft           | 34,70 | 4     | 4     |
| Überparteiliche Wählergemeinschaft | 23,53 | 3     | 3     |

### Bürgermeister
Erster Bürgermeister ist seit 2014 Reinhard Preißinger (Freie Wählergemeinschaft). Vorgänger war Hans Unterburger (CSU).

## Bau- und Bodendenkmäler

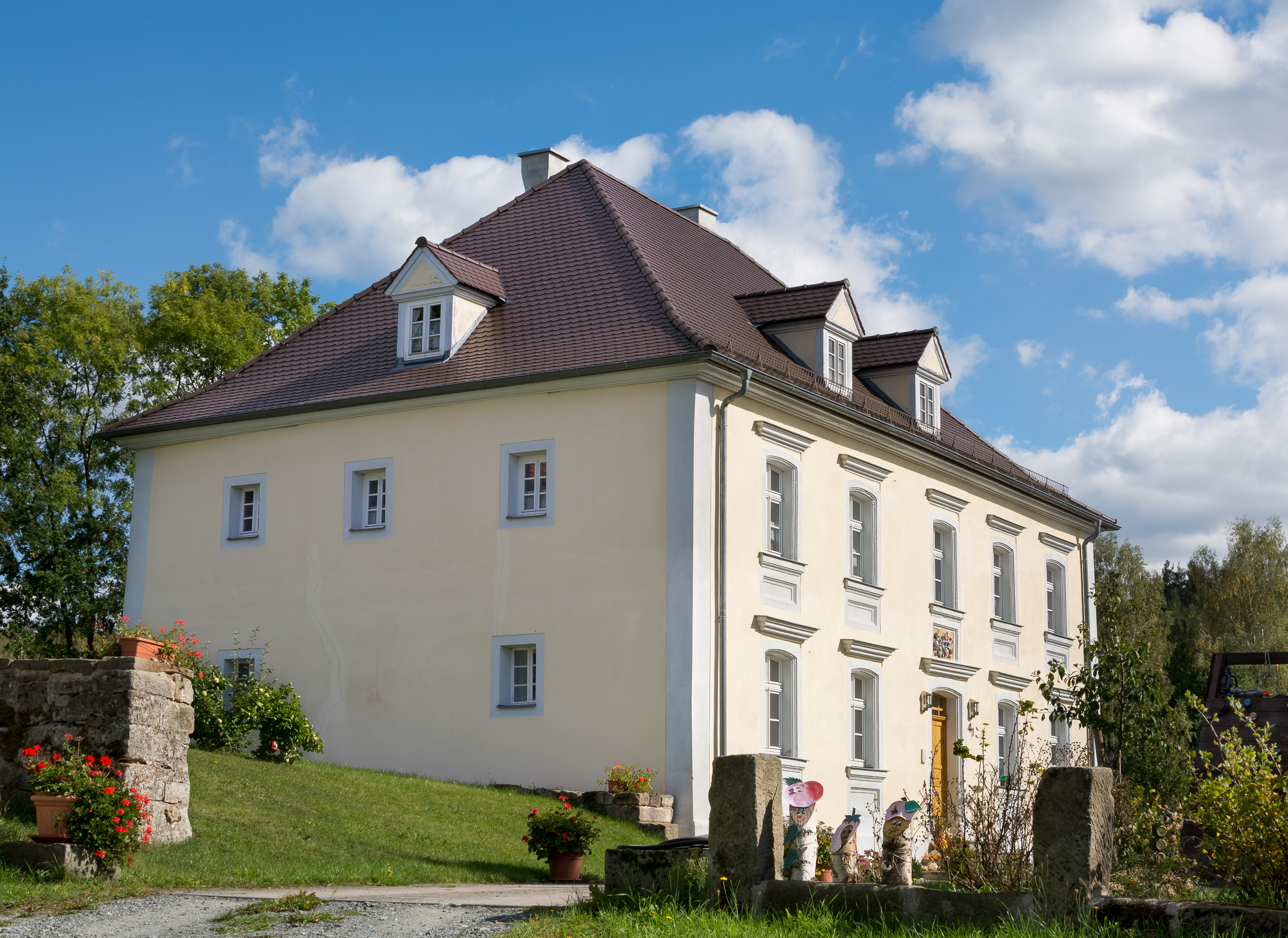
„Schlösschen“

### Wappen und Flagge
Wappen
| | Blasonierung: „Geteilt; oben gespalten, vorne wiederum gespalten von Rot und Silber, belegt mit einer waagrechten schwarzen Radnabe, hinten wiederum gespalten von Gold und Blau, vorne ein rotbewehrter, halber schwarzer Adler am Spalt, hinten übereinander drei silberne Rosen; unten in Silber ein schwarzer Schrägbalken, belegt mit drei sechsstrahligen goldenen Sternen.“ |
| Wappenbegründung: Das Rittergut Seybothenreuth wechselte häufig den Besitzer. Stellvertretend für die vielen Adelsfamilien, die als Schlossherren nachweisbar sind, wird auf drei Adelsgeschlechter hingewiesen. Die Radnabe ist aus dem Wappen der Herren von Haydenab. Der schwarze Schrägbalken mit goldenen Sternen erinnert an die Herren von Lindenfels. Der Adler und die Rosen sind dem Wappen der Herren von Benkendorf entnommen. Wappenführung seit 1987 | |

Flagge
Die Gemeindeflagge ist weiß-rot.

## Wirtschaft und Infrastruktur

### Industrie und Gewerbe
Seybothenreuth verfügt über zwei alteingesessene Wirtshäuser mit Fremdenzimmern, den Gasthof Ruckriegel sowie das Gasthaus Zum edlen Hirschen. Daneben gibt es mit den Schreinereien Hammon und Pauscher Bauelemente zwei Handwerksbetriebe. Mit Lauterbach Kießling und utp Umwelttechnik Pöhnl sind zwei Hersteller von Kleinkläranlagen vertreten.
Aus dem einstmals artesischen Osterbrunnen nahe dem Gemeindeteil Wallenbrunn entnimmt die Stadt Bayreuth einen Teil ihres Wasserbedarfs. Seine Quellen wurden 1965 abgedichtet und statt ihrer drei Tiefbrunnen errichtet. Fünf Mühlen- und Sägewerksbetriebe an den Fließgewässern Laimbach und Ölschnitz erlitten daraufhin Leistungseinbußen durch den entstandenen Wassermangel.

### Verkehr

#### Fernstraßen
Autobahnen:
- ca. 15 Kilometer zur Anschlussstelle Bayreuth Süd an der Bundesautobahn 9: Berlin–Leipzig–Bayreuth–Nürnberg–Ingolstadt–München
- ca. 15 Kilometer zur Anschlussstelle Bayreuth Nord zur Bundesautobahn 70: Schweinfurt–Bamberg–Bayreuth
- ca. 40 Kilometer zur Anschlussstelle Weiden an der Bundesautobahn 93 Hof–Weiden–Regensburg–Kiefersfelden; über die A 6 nach Nürnberg

Bundesstraßen:
- Seybothenreuth liegt (Ortsumgehung) an der Bundesstraße 22 Würzburg–Bamberg–Hollfeld–Bayreuth–Seybothenreuth–Weiden in der Oberpfalz–Cham.

#### Eisenbahn
Am 1. Dezember 1863 wurde die Bahnstrecke Weiden–Bayreuth der Ostbahn eröffnet. Seybothenreuth erhielt einen Bahnhof mit einem gemauerten, zweigeschossigen Empfangsgebäude und ein Eisenbahnerwohnhaus. Der Bahnhof mit fünf Weichen wies ein Kreuzungsgleis und ein Ladegleis auf. 1977 wurden diese Gleise abgebaut und die Station zu einem Haltepunkt am Durchgangsgleis herabgestuft.
Derzeit wird die Station in beide Richtungen je zweimal in der Stunde von Triebwagen der Linie Weidenberg–Weiden bzw. Bayreuth–Bad Steben des Unternehmens Agilis bedient.

#### Flugverkehr
- Ca. 5 Kilometer östlich in der Gemeinde Speichersdorf befindet sich der Flugplatz Rosenthal-Field Plössen.
- Ca. 15 Kilometer westlich auf dem Bindlacher Berg befindet sich der Verkehrslandeplatz Bayreuth, auf dem bis 2002 Linienmaschinen der Strecke Frankfurt/Main–Bayreuth–Hof verkehrten. Er dient heute vor allem als Segelflugzentrum.
- Der nächste Flughafen mit nationalem und internationalem Linienflugverkehr liegt in Nürnberg (Flughafen Nürnberg).

## Persönlichkeiten
- Konrad Höreth (1905–1973), höherer Beamter in der Zeit des Nationalsozialismus und Gauobmann der Deutschen Arbeitsfront, geboren im Gemeindeteil Draisenfeld